# Alvi
Alvi eller Alvy är en kortform av det forntyska kvinnonamnet Alvina som är bildat av ord som betyder "ädel" och "vän".
Den 31 december 2014 fanns det totalt 237 kvinnor i Sverige med namnet Alvi, varav 103 bar det som tilltalsnamn. Motsvarande siffror för Alvy var 86 respektive 31.
Namnsdag i Sverige: saknas (1986-1992: 5 februari)